# Camila Sodi
Camila Ía González Sodi (Cidade do México, 14 de maio de 1986) é uma atriz, cantora e modelo mexicana. Ela é mais conhecida por protagonizar a nova versão da novela Rubi, em 2020, ao lado de José Ron. Por parte de mãe, ela é sobrinha de sangue das atrizes Thalía e Laura Zapata.

## Biografia
Camila é a filha da escritora e ex-modelo mexicana Ernestina Sodi e de Fernando González Parra. Por parte de mãe, ela tem quatro tias por sangue: as atrizes Laura Zapata e Thalía, bem como da arqueóloga Federica Sodi e a artista Gabriela Sodi.
Camila tem uma irmã Marina González Sodi; e também um irmão adotivo Giovanni Sodi.
Fora a isso, Camila tem ainda duas meio-irmãs mais novas: as atrizes Naian Norvind e Tessa Ía Norvind, que são os frutos do breve casamento do seu pai com a atriz mexicana e norueguesa Nailea Norvind.

## Carreira de atriz
Começou sua carreira quando tinha 6 anos, mas foi aos 8 quando mostrou que suas paixões principais eram a música e o mundo da moda. Em 2002 ingressa a equipe de condutores da senhal do cabo Telehit, onde conduziu o programa El pulso.
Depois de sua aventura na televisão, em 2004 debuta formalmente nas novelas, ao ser protagonista de Inocente de ti, sob a produção de Nathalie Lartilleux, onde interpretou a Florecita, uma jovem pobre. Em 2007 participou de três filmes: Déficit, El búfalo de la noche e Niñas mal.
Em 2013, lançou o projeto musical Ella y El Muerto junto com o músico Saúl Ledesma. O primeiro álbum leva o mesmo nome do duo.
Em 2015, regressou à televisão como protagonista da novela A que no me dejas. Em 2018, a Telemundo estreou a série biografica Luis Miguel: La serie, interpretando a atriz Erika Camil. No mesmo ano, protagonizou a série Falsa identidad também da Telemundo.
Sodi foi escalada para interpretar a personagem-título da série Rubí, um reboot da telenovela mexicana de 2004.

## Casamento, maternidade e divórcio
Em 5 de fevereiro de 2008, se casou com o ator Diego Luna. Em 9 de agosto do mesmo ano, deu luz a Jerónimo Luna González, primeiro filho do casal.
Em 1 de julho de 2010, Camila deu à luz a uma menina, que recebeu o nome de Fiona Luna González. O casal ficou junto até março de 2013, quando acabaram assinando o divórcio.

### Saúde
Em março de 2020, Sodi e os seus dois filhos testaram positivo para COVID-19, durante a Pandemia de COVID-19, conforme a informação oficial feita por Diego Luna. Todos os três posteriormente tiveram uma recuperação completa.

## Filmografia

### Cinema
| Ano  | Título                              | Personagem     | Notas          |
| ---- | ----------------------------------- | -------------- | -------------- |
| 2007 | El búfalo de la noche               | Rebeca         |                |
| 2007 | Niñas mal                           | Pía            |                |
| 2007 | Déficit                             | Elisa          |                |
| 2008 | Arráncame la vida                   | Lilia Ascencio |                |
| 2014 | El despertar                        | Woman          | Curta-metragem |
| 2014 | Amor de mis amores                  | Andrea         |                |
| 2015 | El placer es mio                    | Camila         |                |
| 2016 | Compadres                           | Emilia         |                |
| 2017 | How to Break Up with Your Douchebag | Natalia        |                |
| 2017 | El ángel en el reloj                | Martina        |                |
| 2017 | Camino a Marte                      | Violeta        |                |
| 2018 | Here Comes the Grump                | Princesa Dawn  | Voz            |
| 2020 | El exorcismo de Carmen Farías       | Carmen         |                |

### Televisão
| Ano           | Título                | Personagem                                       | Notas                                           |
| ------------- | --------------------- | ------------------------------------------------ | ----------------------------------------------- |
| 2004–2005     | Inocente de ti        | Flor de María "Florecita" González               | Protagonista; 130 episódios                     |
| 2015          | Señorita Pólvora      | Valentina Cárdenas                               | Protagonista; 70 episódios                      |
| 2015–2016     | A que no me dejas     | Paulina Murat / Valentina Olmedo                 | Protagonista; 140 episódios                     |
| 2016          | Made in Hollywood     | Ela mesma                                        | Episódio: "Elvis & Nixon/The Meddler/Compadres" |
| 2016          | Un mal date           | Ex                                               | Episódio: "Ex"                                  |
| 2018–presente | Luis Miguel: La serie | Erika Camil                                      | Protagonista (Temporada 1–2); 12 episódios      |
| 2018          | Wild District         | Giselle                                          | Protagonista (Temporada 1); 10 episódios        |
| 2018–2021     | Falsa identidad       | Isabel Fernández / Camila de Guevara / Lisa Dunn | Protagonista (Temporada 1–2); 109 episódios     |
| 2020          | Rubí                  | Rubí Pérez Ochoa                                 | Protagonista (Temporada 1); 26 episódios        |

## Discografia
| Ano  | Detalhes do Álbum | Canções |
| ---- | --- | --- |
| 2013 | Ella y El Muerto (com Saúl Ledesma) - Lançamento: 7 de maio de 2013 - Gravadora(s): Camila Sodi - Formato(s): CD, download digital | 1. "Intro" 2. "Dame Más" 3. "Amores Residuales" 4. "Marina Mandarina" 5. "Laisse Moi" 6. "Señorita Corazón Venganza" 7. "Ojos de Luto" 8. "Derramando" 9. "Soy Yo" 10. "Amapolas" 11. "Me Voy" |

### Singles

#### Como artista principal
| Título                          | Ano  | Álbum                     |
| ------------------------------- | ---- | ------------------------- |
| "A Quién Le Importa?"           | 2020 | Adicionado à nenhum álbum |
| "Bailar Tocando" (com Sandoval) | 2020 | Adicionado à nenhum álbum |

#### Como artista convidada
| Título                            | Ano  | Álbum                       |
| --------------------------------- | ---- | --------------------------- |
| "Niñas Fresas" (ft. Chico Sonido) | 2013 | Nalga Bass (Deluxe Edition) |
| "En el Cajón" (ft. Jaime Kohen)   | 2015 | Relámpago                   |
| "24 Horas" (ft. The Wookies)      | 2020 | Adicionado à nenhum álbum   |